# حوش ميرمة
حوش ميرمة: أحد احواش المدينة المنورة القديمة، والتي ازيلت اثر توسعة الحرم النبوي، وهو حوش صغير يقع في المنطقة التي بين السيح و باب العنبرية ، وله مدخلان أحدهما يفضي إلى السيح مباشرة ، والآخر يصل إلى زقاق السلطان المتصل بشارع العنبرية.